# Łowcy staroci
Łowcy staroci (ang. Salvage Hunters) – angielski program dokumentalny, w którym brytyjski handlarz używanymi przedmiotami dekoracyjnymi Drew Pritchard podróżuje po całym kraju w poszukiwaniu antyków ze sklepów, targów i starych rezydencji do odsprzedaży w internecie lub w swoim własnym sklepie. Emitowany obecnie na kanałach Quest i Discovery Historia.

## Format
Każdy odcinek pokazuje Drew Pritcharda odwiedzającego różne miejsca w poszukiwaniu ciekawych przedmiotów do odsprzedaży. Zwykle podróżuje ze swym długoletnim przyjacielem Tee (John Tee), który jest kierowcą furgonetki, a oprócz tego ładuje do niej zakupione przedmioty. Format obejmuje podróże do określonych miejsc, negocjacje cenowe, opis przedmiotów, podróż powrotną do bazy w Conwy, pokaz zakupionych przedmiotów załodze, proces ich renowacji oraz fotografowanie przedmiotów. Na końcu następuje podsumowanie transakcji, często z podaniem ceny osiągniętej podczas sprzedaży. Wśród sprzedawców znajdują się prywatne rezydencje, sklepy z antykami, targi staroci, zakłady przemysłowe i rzemieślnicze oraz osoby prywatne. Zespół Pritcharda składa się z konserwatorów, w tym m.in. elektryka i francuskiego stolarza i tapicera, fotografki oraz pracowników sklepu i biura, w tym jego już byłej żony Rebeki. 

## Spin-off
- Salvage Hunters: Best Buys
- Salvage Hunters: Bitesize
- Salvage Hunters: The Restorers, (Łowcy staroci: Renowacje)[4]
- Salvage Hunters: Classic Cars
- Salvage Hunters: Design Classics[5]

## Kraje odwiedzone w serialu
- Belgia
- Francja[6]
- Niemcy
- Węgry[7]
- Włochy[8]
- Holandia
- Norwegia
- Irlandia
- Hiszpania
- Polska[2]